# Britannia-díj
A Brit Film- és Televíziós Akadémia Los Angeles-i kirendeltsége (BAFTA/LA) 1989 óta saját díjkiosztót tart, a kirendeltség díját Britannia-díjnak hívják (Britannia Award).

## Britannia-díj
A Britannia-díj díjazottai nem filmek vagy televíziós műsorok, hanem magánszemélyek. Az első tíz évben csak egy díjat adtak át, a Britannia-díj a filmben nyújtott kiemelkedő teljesítményért (Britannia Award for Excellence in Film), 1999-től a Britannia-díjat a nemzetközi filmművészetben nyújtott kiemelkedő életpályáért ítélték oda. 2005-től azonban már négy kategóriában osztottak ki elismerést. A Britannia-díj mellett, a nemzetközi filmművészetben nyújtott kiemelkedő életpályáért Cunard Britannia-díjat. A Stanley Kubrick tiszteletére elnevezett díjat - mellyel a filmben nyújtott kiemelkedő teljesítményt díjazzák - 1999-től, a kiemelkedő rendezői teljesítményért járó - John Schlesinger tiszteletére elnevezett - díjat pedig 2003-tól ítélik oda. A Stanley Kubrick Britannia-díjat és a John Schlesinger Britannia-díjat minden évben odaítélik, míg a többi kategóriában az odaítélt díjak neve és az átadás rendszeressége változó. A díjátadó ünnepséget minden év novemberében Los Angelesben tartják.

## Díjazottak

### 1980-as évek
- 1989
  - Albert R. Broccoli

### 1990-es évek
- 1990
  - Sir Michael Caine
- 1991
  - nem osztottak ki díjat
- 1992
  - Sir Peter Ustinov
- 1993
  - Martin Scorsese
- 1994
  - nem osztottak ki díjat
- 1995
  - Anthony Hopkins
- 1996
  - Bob Weinstein és Harvey Weinstein
- 1997
  - Dustin Hoffman
- 1998
  - John Travolta
- 1999
  - Stanley Kubrick
  - Aaron Spelling
  - Tarsem
  - BBC

### 2000-es évek
- 2000
  - Stanley Kubrick Britannia-díj – Steven Spielberg
- 2001/2002
  - Stanley Kubrick Britannia-díj – George Lucas
  - Britannia-díj – HBO Original Programming
- 2003
  - Stanley Kubrick Britannia-díj – Hugh Grant
  - Britannia-díj – Angela Lansbury
  - Britannia-díj – Sir Howard Stringer
  - John Schlesinger Britannia-díj – Peter Weir
- 2004
  - Stanley Kubrick Britannia-díj – Tom Hanks
  - Britannia-díj – Helen Mirren
  - John Schlesinger Britannia-díj – Jim Sheridan
- 2005
  - Stanley Kubrick Britannia-díj – Tom Cruise
  - Britannia-díj – Elizabeth Taylor
  - John Schlesinger Britannia-díj – Mike Newell
  - Cunard Britannia-díj – Ronald Neame
- 2006
  - Stanley Kubrick Britannia-díj – Clint Eastwood
  - John Schlesinger Britannia-díj – Anthony Minghella
  - Cunard Britannia-díj – Sidney Poitier
  - Britannia-díj – Rachel Weisz
- 2007
  - Stanley Kubrick Britannia-díj – Denzel Washington
  - John Schlesinger Britannia-díj – Martin Campbell
  - Cunard Britannia-díj – Robert Shaye és Michael Lynne
  - Cunard Britannia-díj – Kate Winslet
  - Humanitárius-díj – Richard Curtis
- 2008
  - John Schlesinger Britannia-díj – Stephen Frears
  - Stanley Kubrick Britannia-díj – Tilda Swinton
  - Britannia-díj – Sean Penn
  - Humanitárius-díj – Don Cheadle
- 2009
  - Stanley Kubrick Britannia-díj – Robert De Niro
  - John Schlesinger Britannia-díj – Danny Boyle
  - Britannia-díj  az év brit színészének – Emily Blunt
  - BAFTA/LA Humanitárius-díj – Colin Firth
  - Britannia-díj - Kirk Douglas

### 2010-es évek
- 2010
  - Stanley Kubrick Britannia-díj - Jeff Bridges
  - Charlie Chaplin Britannia-díj - Betty White
  - John Schlesinger Britannia-díj - Christopher Nolan
  - Britannia-díj az év brit színészének - Ridley Scott és Tony Scott
  - Britannia-díj az év brit színészének - Michael Sheen

2011
- - Stanley Kubrick Britannia-díj - Warren Beatty
  - Albert R. Broccoli Britannia-díj - John Lasseter
  - John Schlesinger Britannia-díj - David Yates
  - Britannia-díj az év brit színészének - Helena Bonham Carter
  - Charlie Chaplin Britannia-díj - Ben Stiller

2012
- - Stanley Kubrick Britannia-díj - Daniel Day-Lewis
  - Albert R. Broccoli Britannia-díj - Will Wright
  - John Schlesinger Britannia-díj - Quentin Tarantino
  - Britannia-díj az év brit színészének - Daniel Craig
  - Charlie Chaplin Britannia-díj - Trey Parker and Matt Stone

2013
- - Stanley Kubrick Britannia-díj - George Clooney
  - Albert R. Broccoli Britannia-díj - Sir Ben Kingsley
  - John Schlesinger Britannia-díj - Kathryn Bigelow
  - Britannia-díj az év brit színészének - Benedict Cumberbatch
  - Charlie Chaplin Britannia-díj - Sacha Baron Cohen
  - Britannia Humanitarian Award - Idris Elba

2014
- - Stanley Kubrick Britannia-díj - Robert Downey Jr.
  - Albert R. Broccoli Britannia-díj - Judi Dench
  - John Schlesinger Britannia-díj - Mike Leigh
  - Britannia-díj az év brit színészének - Emma Watson
  - Charlie Chaplin Britannia-díj - Julia Louis-Dreyfus
  - Britannia Humanitarian Award - Mark Ruffalo

2015
- - Stanley Kubrick Britannia-díj - Meryl Streep
  - Albert R. Broccoli Britannia-díj - Harrison Ford
  - John Schlesinger Britannia-díj - Sam Mendes
  - Britannia-díj az év brit színészének - James Corden
  - Charlie Chaplin Britannia-díj - Amy Schumer
  - Britannia Humanitarian Award - Orlando Bloom

2016
- - Stanley Kubrick Britannia-díj - Jodie Foster
  - Albert R. Broccoli Britannia-díj - Samuel L. Jackson
  - John Schlesinger Britannia-díj - Ang Lee
  - Britannia-díj az év brit színészének - Felicity Jones
  - Charlie Chaplin Britannia-díj - Ricky Gervais
  - Britannia Humanitarian Award - Ewan McGregor

2017
- - Stanley Kubrick Britannia-díj - Matt Damon
  - Albert R. Broccoli Britannia-díj - Kenneth Branagh
  - John Schlesinger Britannia-díj - Ava DuVernay
  - Britannia-díj az év brit színészének - Claire Foy
  - Charlie Chaplin Britannia-díj - Aziz Ansari
  - Britannia-díj - Dick Van Dyke

## Külső hivatkozások
- BAFTA/LA hivatalos oldalArchiválva 2012. május 15-i dátummal a Wayback Machine-ben